# Park Saeng-kwang
Park Saeng-kwang (koreanisch 박생광) (* 4. August 1904 in Jinju, Gyeongsangnam-do in Korea; † 18. Juli 1985 in Südkorea) war ein südkoreanischer Maler.

## Leben und Wirken
Park Saeng-kwang wurde im Jahr 1904 als Sohn einer Bauernfamilie in Jinju (진주시) in der Provinz Gyeongsangnam-do (경상남도) geboren. Seine Familie zählte zu der Mittelschicht des Ortes. Nach dem Besuch der konfuzianisch ausgerichteten Dorfschule besuchte er die Volksschule und eine Landwirtschaftsschule in Jinju. 1920 ging er für ein Kunststudium nach Japan, wurde 1923 an der städtischen Fachschule für Malerei in Kyoto aufgenommen, wo er vermutlich als Praktikant tätig in Kontakt mit den japanischen Malern Takeuchi Seihō (japanisch 竹内 栖鳳), Murakami Kagaku (japanisch 村上 華岳) und Tsuchida Bakusen (japanisch 土田 麦僊) kam. In jenen Tagen experimentierte man in der Kunstszene von Kyoto mit dem japanischen Kunststil des Nihonga, von dem sich auch Park inspirieren ließ.
1926 zog Park nach Abschluss seines Kurses nach Tokio, wo er bei Ochiai Rofu, einem Vertreter des Neo-Nihonga, lernte und seine Arbeiten auf verschiedenen Ausstellungen zeigte. 1930 wurde er auf einer Kunstausstellung in Seoul in der Kategorie westliche Malerei ausgezeichnet.
Nach der Befreiung Koreas von der japanischen Besatzung im Jahr 1945 ging Park zurück nach Südkorea, doch das Leben für ihn dort war voller Entbehrungen. So kehrte er 1974 noch einmal nach Tokio zurück und versuchte in seiner Malerei das asiatische zu entdecken, ohne den Beschränkungen einer Strömung eines Landes zu erliegen. 1975 hatte er fünf Ausstellungen, drei in Tokio, eine in Osaka und eine in Nagoya. Mit ihnen wollte er sich seinen Aufenthalt in Japan finanzieren. Doch nach nur mäßig verkauften Bildern ging er 1977 endgültig nach Südkorea zurück, befand sich dort aber mit seiner Art der japanisch geprägten Malerei in der koreanischen Kunstszene in einer Außenseiterposition, in der alles japanisch Wirkende versucht wurde zu vermeiden.
Park zog sich in Folge zurück und lebte in Armut und Einsamkeit und entwickelte ab Anfang der 80er Jahre auf Basis seiner Neigung zum Buddhismus und Schamanismus in seinen letzten Lebensjahren seinen eigenen originären Stil. Park erkrankte 1985 an Kehlkopfkrebs und verstarb plötzlich und unerwartet am 18. Juli 1985.

## Soloausstellungen
- 1975 - Saikodoo, Tokio, Japan
- 1975 - 2 × Tokiy, 1 × Osake, 1 × Nagoya[2]
- 1978 - Dong-Seo Gallery, Masan, Korea
- 1984 - Fine Art Hall, Seoul, Korea
- 1985 - Le Salon 85, Grand-Palais, Paris, Frankreich
- 1986 - Hoam Gallery, Seoul, Korea[4]

## Retrospective
- 2001 - Park Saeng Kwang / Lee Wha Ja and the Spirit of Tradition, Gallery Korea, Seoul[5]
- 2004 - Gyeong-Nam Art Museum, Korea
- 2004 - zum 100 Jahrestag seines Geburtstages, Gallery HYUNDAI, Seoul, Korea[6]
- 2005 - Jin-Ju MBC, Korea